# Rue Neuve-Saint-Pierre
Rue Neuve-Saint-Pierre je ulice v Paříži v historické čtvrti Marais. Nachází se ve 4. obvodu.

## Poloha
Ulice vede od křižovatky s Rue Beautreillis a končí na křižovatce s Rue Saint-Paul.

## Historie
Ulice vznikla ze staré pasáže Saint-Paul, proražené v polovině 16. století jako přímá spojnice z Rue Saint-Paul na hřbitov Saint-Paul, aby se nemuselo procházet kostelem svatého Pavla.
V roce 1670 byla prodloužena o druhou větev, která končila v Rue Saint-Antoine. Vstup na hřbitov Saint-Paul byl v místě setkání těchto dvou větví. V roce 1912 se větev končící v Rue Saint-Antoine stala Rue de l'Hôtel-Saint-Paul, zatímco druhá končící v Rue Saint-Paul byla prodloužena až k Rue Beautreillis. Tato část získala svůj současný název vyhláškou ze dne 6. června 1922.

## Zajímavé objekty
- na rohu s Rue Saint-Paul se nacházejí pozůstatky bývalého kostela Saint-Paul-des-Champs